# Berkhout
Berkhout is een dorp in de gemeente Koggenland, in de Nederlandse provincie Noord-Holland. Het dorp heeft 2.655 inwoners (2023).

## Geschiedenis
Berkhout was tot 1 januari 1979 een zelfstandige gemeente, waartoe ook de dorpen Spierdijk (gedeeltelijk), De Goorn, Zuidermeer en Bobeldijk, het gehucht Zuid-Spierdijk en de buurtschappen Baarsdorpermeer, De Hulk, Westeinde, De Burgt, en Oosteinde behoorden. De gemeente was de opvolger van de stede Berkhout. Berkhout had in 1795 bepaalde stedelijke rechten verkregen, en mocht daarom ook de benaming stede gebruiken; aanvankelijk samen met Wognum, later zonder Wognum, maar het was geen stad, omdat het geen stadsrechten bezat.
De plaatsnaam komt in 1387 voor als Berchout en in 1745 als Berckhout. De naam zou verwijzen naar de berken in het destijds nabijgelegen bos.
Tussen 1408 en 1795 viel het samen met een groot deel van de gemeente onder Hoorn. Formeel was de stede tussen 1803 en 1811 weer bij Hoorn gevoegd, waarna de diverse plaatsen en gebieden geheel zelfstandig werden. Op de grens met de gemeente Hoorn lag vroeger de polder de Grote Waal, deze viel deels onder Berkhout en deels onder Hoorn. (Tegenwoordig is dit een woonwijk in de gemeente Hoorn.) In 1979 fuseerde de gemeente Berkhout met de gemeenten Avenhorn, Oudendijk en Ursem tot de gemeente Wester-Koggenland, die zelf per 1 januari 2007 fuseerde met de gemeente Obdam tot gemeente Koggenland.
Het dorp Berkhout bestaat van oorsprong uit meerdere stukken met in het midden het eigenlijke dorp. De andere delen met bewoning waren vroeger buurtschappen. Zo was er het Westeinde en het Oosteinde. De weg van Westeinde was het westelijk einde van hetgeen men Berkhout noemde, totdat de buurtschap De Burgt ook onder Westeinde ging vallen. Door de uitbreiding van de bewoning verdween het verschil tussen Westeinde en de dorpskern van Berkhout, en daarmee verdween Westeinde als plaatsduiding. Alleen De Burgt vormde lange tijd een uitzondering, maar uiteindelijk verdween ook deze naam als plaatsduiding. In de jaren zeventig van de twintigste eeuw werd de straat De Burg van De Burgt onderdeel van De Goorn.
Bij het Oosteinde bleef de plaatsduiding wel, vooral omdat de bewoning niet zo sterk uitgebreid werd als op het Westeinde. Wel wordt vaak het oorspronkelijk begin van het Oosteinde, bij de dorpskern van Berkhout, niet meer tot de buurtschap Oosteinde gerekend. De grens wordt nu vaker bij de eerste grote sloot die het Oosteinde kruist vanuit Berkhout gezien, maar formeel valt heel de buurtschap onder het dorp Berkhout.
Verder wordt ook de buurtschap De Hulk voor een groot deel bij Berkhout gerekend. Ook het dorp Bobeldijk wordt vaak bij Berkhout gerekend.

## Geboren
- Jacob Clay (1882-1955), natuurkundige, logicus en filosoof
- Henk Jonker (1912-2002), fotograaf
- Jan Leegwater (1937-2021), politicus
- Cornelis Spil (1808/09-1862), boer en burgemeester van Obdam